# Associazione Calcio Monza 1966-1967
Questa pagina raccoglie le informazioni riguardanti l'Associazione Calcio Monza nelle competizioni ufficiali della stagione 1966-1967.

## Stagione
Nella stagione 1966-1967 il Monza disputa il girone A della Serie C.
Con 50 punti ottiene il primo posto in classifica a pari merito con il Como e per stabilire la promossa in Serie B si disputa a Bergamo uno spareggio promozione il 4 giugno 1967, vinto 1-0 dal Monza.

Per ottenere l'immediata risalita nel campionato cadetto il Monza si affida all'allenatore Luigi Radice di Cesano Maderno, che a Monza inizia e in seguito chiuderà la sua lunga carriera di allenatore.
Fromboliere di questa stagione il ventenne Claudio Sala, una mezzala che si mette in evidenza mettendo a segno tredici reti.

Un altro protagonista di stagione è il mediano Giuseppe Ferrero che segna nove reti. L'attaccante brianzolo più prolifico è Virginio Canzi autore di otto reti in diciannove partite giocate. 
La squadra biancorossa chiude il torneo con il miglior attacco, 56 reti realizzate, e la miglior difesa con 18 reti subite.
Nello spareggio promozione contro il Como giocato al "Mario Brumana" di Bergamo il 4 giugno 1967, sarà decisiva la rete di un altro centrocampista biancorosso Gianluigi Maggioni alla mezz'ora di gioco. Così dopo un solo anno di purgatorio il Monza torna in Serie B.

## Rosa
| N. |                   | Ruolo | Calciatore         |
| -- | ----------------- | ----- | ------------------ |
|    | Italia (bandiera) | A     | Antonio Sini       |
|    | Italia (bandiera) | A     | Virginio Canzi     |
|    | Italia (bandiera) | P     | Luciano Castellini |
|    | Italia (bandiera) | A     | Roberto Cei        |
|    | Italia (bandiera) | P     | Santino Ciceri     |
|    | Italia (bandiera) | C     | Giuseppe Ferrero   |
|    | Italia (bandiera) | D     | Franco Fontana     |
|    | Italia (bandiera) | D     | Bruno Giovannini   |
|    | Italia (bandiera) | A     | Faustino Goffi     |

| N. |                   | Ruolo | Calciatore               |
| -- | ----------------- | ----- | ------------------------ |
|    | Italia (bandiera) | D     | Gian Battista Magaraggia |
|    | Italia (bandiera) | C     | Gianluigi Maggioni       |
|    | Italia (bandiera) | D     | Alfredo Magni            |
|    | Italia (bandiera) | C     | Mario Perego             |
|    | Italia (bandiera) | C     | Enrico Prato             |
|    | Italia (bandiera) | C     | Claudio Sala             |
|    | Italia (bandiera) | D     | Edoardo Trivulzio        |
|    | Italia (bandiera) | A     | Guido Vivarelli          |

## Risultati

### Girone di andata
| Arbitro: | Sammicheli (Firenze) |

|  |           |                                   |
|  | Marcatori | 3’ Goffi 29’ Maggioni 83’ Ferrero |

| Arbitro: | Porcelli (Lodi) |

|              |           |  |
| Maggioni 55’ | Marcatori |  |

| Arbitro: | Fuschi (Pescara) |

|  |           |               |
|  | Marcatori | 69’ Vivarelli |

| Arbitro: | Capriccioli (Roma) |

|          |           |  |
| Sala 28’ | Marcatori |  |

| Arbitro: | Mascali (Desenzano) |

|           |           |  |
| Tassi 88’ | Marcatori |  |

| Arbitro: | Cimma (Biella) |

|                                     |           |  |
| Goffi 25’ Sala 66’ (rig.) Canzi 75’ | Marcatori |  |

| Verbania 6 novembre 1966 7ª giornata | Verbania           | 0 – 0 | Monza | Stadio dei Pini\| Arbitro: \| Michelotti (Parma) \| |
| Arbitro:                             | Michelotti (Parma) |       |       |                                                     |

| Arbitro: | Boscolo (Venezia) |

|                 |           |  |
| Sala 24’ (rig.) | Marcatori |  |

| Arbitro: | Rostagno (Torino) |

|  |           |         |
|  | Marcatori | 16’ Cei |

| Arbitro: | Michelotti (Parma) |

|                     |           |            |
| Ferrero 29’ Cei 36’ | Marcatori | 55’ Dolgan |

| Arbitro: | Beccaria (Lecco) |

|                        |           |               |
| Maggioni 53’ Canzi 62’ | Marcatori | 27’ Marchioro |

| Trieste 11 dicembre 1966 12ª giornata | Triestina         | 0 – 0 | Monza | Stadio Giuseppe Grezar\| Arbitro: \| Pontini (Ferrara) \| |
| Arbitro:                              | Pontini (Ferrara) |       |       |                                                           |

| Arbitro: | Sgherri (Grosseto) |

|                                               |           |  |
| Canzi 8’, 35’ Vivarelli 42’ Ciceri 83’ (rig.) | Marcatori |  |

| Arbitro: | Levrero (Genova) |

|  |           |                |
|  | Marcatori | 25’, 60’ Canzi |

| Monza 8 gennaio 1967 15ª giornata | Monza           | 0 – 0 | Biellese | Stadio Gino Alfonso Sada\| Arbitro: \| Fioretti (Roma) \| |
| Arbitro:                          | Fioretti (Roma) |       |          |                                                           |

| Arbitro: | Aloisi (Teramo) |

|           |           |  |
| Fogar 20’ | Marcatori |  |

| Arbitro: | Cantelli (Firenze) |

|            |           |                     |
| Perego 52’ | Marcatori | 39’ (aut.) Beltrami |

### Girone di ritorno
| Arbitro: | Cappellutti (Bari) |

|                                |           |                       |
| Sala 50’ Goffi 51’ Ferrero 61’ | Marcatori | 57’ (rig.) Cavalletti |

| Arbitro: | Campanini (Finale Emilia) |

|                      |           |  |
| Ballarini 38’ (rig.) | Marcatori |  |

| Arbitro: | Trinchieri (Reggio Emilia) |

|                                          |           |           |
| Sala 6’ Ferrero 61’ (rig.) Vivarelli 72’ | Marcatori | 44’ Baffi |

| Arbitro: | Sgherri (Grosseto) |

|                                |           |                         |
| De Cecco 57’ Blasig 71’ (rig.) | Marcatori | 25’ Vivarelli 34’ Goffi |

| Arbitro: | Valagussa (Lecco) |

|                                 |           |  |
| Cei 55’, 60’ Canzi 63’ Sala 80’ | Marcatori |  |

| Treviso 5 marzo 1967 23ª giornata | Treviso       | 0 – 0 | Monza | Stadio Omobono Tenni\| Arbitro: \| Ciulli (Roma) \| |
| Arbitro:                          | Ciulli (Roma) |       |       |                                                     |

| Arbitro: | Levrero (Genova) |

|                    |           |  |
| Goffi 70’ Sala 89’ | Marcatori |  |

| Arbitro: | Gialluisi (Barletta) |

|              |           |          |
| Taccetti 29’ | Marcatori | 24’ Sala |

| Arbitro: | Pfiffner (Torino) |

|                 |           |                 |
| Sala 55’ (rig.) | Marcatori | 1’, 53’ Cattani |

| Arbitro: | Fuschi (Pescara) |

|              |           |         |
| Marcioni 15’ | Marcatori | 86’ Cei |

| Arbitro: | Bianchi (Firenze) |

|  |           |          |
|  | Marcatori | 80’ Sala |

| Arbitro: | Treggiari (Roma) |

|         |           |  |
| Cei 68’ | Marcatori |  |

| Arbitro: | Cimma (Biella) |

|  |           |                                                    |
|  | Marcatori | 50’ Magaraggia 62’ Canzi 64’, 79’ Ferrero 87’ Sala |

| Arbitro: | Pontini (Ferrara) |

|                        |           |  |
| Sala 37’ Vivarelli 88’ | Marcatori |  |

| Arbitro: | Bravi (Roma) |

|             |           |                    |
| Magheri 80’ | Marcatori | 39’ (rig.) Ferrero |

| Arbitro: | Panzino (Catanzaro) |

|                                                        |           |           |
| Ferrero 3’, 70’ (rig.) Vivarelli 6’ Sala 23’ Goffi 81’ | Marcatori | 29’ Zonch |

| Arbitro: | Trono (Torino) |

|                           |           |                                 |
| Pacciani 12’ Musiello 24’ | Marcatori | 50’ (aut.) Dellepiane 89’ Goffi |

### Spareggio promozione
| Arbitro: | Gonella (Torino) |

|  |           |              |
|  | Marcatori | 31’ Maggioni |

## Statistiche

### Statistiche di squadra
| Competizione         | Punti | In casa | In casa | In casa | In casa | In casa | In casa | In trasferta | In trasferta | In trasferta | In trasferta | In trasferta | In trasferta | Totale | Totale | Totale | Totale | Totale | Totale | DR  |
| Competizione         | Punti | G       | V       | N       | P       | Gf      | Gs      | G            | V            | N            | P            | Gf           | Gs           | G      | V      | N      | P      | Gf     | Gs     | DR  |
| -------------------- | ----- | ------- | ------- | ------- | ------- | ------- | ------- | ------------ | ------------ | ------------ | ------------ | ------------ | ------------ | ------ | ------ | ------ | ------ | ------ | ------ | --- |
| Serie C              | 50    | 17      | 14      | 2       | 1       | 36      | 8       | 17           | 6            | 8            | 3            | 20           | 10           | 34     | 20     | 10     | 4      | 56     | 18     | +36 |
| Spareggio promozione |       |         |         |         |         |         |         |              |              |              |              |              |              | 1      | 1      | 0      | 0      | 1      | 0      | +1  |
| Totale               | 50    | 17      | 14      | 2       | 1       | 36      | 8       | 17           | 6            | 8            | 3            | 20           | 10           | 35     | 21     | 10     | 4      | 57     | 18     | +37 |

### Statistiche dei giocatori
| Giocatore       | Serie C  | Serie C | Serie C     | Serie C    | Spareggio | Spareggio | Spareggio   | Spareggio  | Totale   | Totale | Totale      | Totale     |
| Giocatore       | Presenze | Reti    | Ammonizioni | Espulsioni | Presenze  | Reti      | Ammonizioni | Espulsioni | Presenze | Reti   | Ammonizioni | Espulsioni |
| --------------- | -------- | ------- | ----------- | ---------- | --------- | --------- | ----------- | ---------- | -------- | ------ | ----------- | ---------- |
| G. Beltrami     | 33       | 0       | ?           | ?          | 1         | 0         | ?           | ?          | 34       | 0      | ?           | ?          |
| V. Canzi        | 19       | 8       | ?           | ?          | 0         | 0         | ?           | ?          | 19       | 8      | ?           | ?          |
| L. Castellini   | 1        | 0       | ?           | ?          | 0         | 0         | ?           | ?          | 1        | 0      | ?           | ?          |
| R. Cei          | 20       | 6       | ?           | ?          | 0         | 0         | ?           | ?          | 20       | 6      | ?           | ?          |
| S. Ciceri       | 34       | -18     | ?           | ?          | 1         | 0         | ?           | ?          | 35       | -18    | ?           | ?          |
| G. Ferrero      | 26       | 9       | ?           | ?          | 1         | 0         | ?           | ?          | 27       | 9      | ?           | ?          |
| F. Fontana      | 9        | 0       | ?           | ?          | 1         | 0         | ?           | ?          | 10       | 0      | ?           | ?          |
| B. Giovannini   | 9        | 0       | ?           | ?          | 0         | 0         | ?           | ?          | 9        | 0      | ?           | ?          |
| F. Goffi        | 21       | 7       | ?           | ?          | 1         | 0         | ?           | ?          | 22       | 7      | ?           | ?          |
| G.B. Magaraggia | 33       | 1       | ?           | ?          | 1         | 0         | ?           | ?          | 34       | 1      | ?           | ?          |
| G. Maggioni     | 22       | 3       | ?           | ?          | 1         | 1         | ?           | ?          | 23       | 4      | ?           | ?          |
| A. Magni        | 24       | 0       | ?           | ?          | 0         | 0         | ?           | ?          | 24       | 0      | ?           | ?          |
| M. Perego       | 31       | 1       | ?           | ?          | 1         | 0         | ?           | ?          | 32       | 1      | ?           | ?          |
| E. Prato        | 33       | 0       | ?           | ?          | 1         | 0         | ?           | ?          | 34       | 0      | ?           | ?          |
| C. Sala         | 34       | 13      | ?           | ?          | 1         | 0         | ?           | ?          | 35       | 13     | ?           | ?          |
| E. Trivulzio    | 1        | 0       | ?           | ?          | 0         | 0         | ?           | ?          | 1        | 0      | ?           | ?          |
| G. Vivarelli    | 25       | 4       | ?           | ?          | 1         | 0         | ?           | ?          | 26       | 4      | ?           | ?          |